# Atherigona exigua
Atherigona exigua är en tvåvingeart som beskrevs av Stein 1900. Atherigona exigua ingår i släktet Atherigona och familjen husflugor. Inga underarter finns listade i Catalogue of Life.